# Xylocopa nigrocaerulea
Xylocopa nigrocaerulea är en biart som beskrevs av Smith 1874. Xylocopa nigrocaerulea ingår i släktet snickarbin, och familjen långtungebin. Inga underarter finns listade i Catalogue of Life.